# Chika Anzai
Chika Anzai (安済 知佳, Anzai Chika) née le 22 décembre 1990, est une seiyū japonaise de la préfecture de Fukui.

## Biographie
Chika Anzai naît dans la préfecture de Fukui le 22 décembre 1990. Elle découvre l'industrie du doublage en 5e année de primaire. À 15 ans, elle intègre l'Avex Artist Academy (ja). Elle fait initialement la navette entre Fukui et Tokyo, mais le coût énorme des transports la convainc de déménager dans la capitale. Elle vit seule, retournant chez elle à Fukui une fois par mois pour aller au lycée.
À l'âge de 19 ans, elle fait ses débuts dans le rôle principal de la série télévisée animée Anyamaru Tantei Kiruminzuu, Nagisa Mikogami,.
Le 1er août 2020, Anzai annonce son mariage.

## Doublages d'animé
- 2009 : Anyamaru Tantei Kiruminzuu : Nagisa Mikogami[1]
- 2010 : Seitokai yakuindomo : Nanako Umibe
- 2011 : Chihayafuru : Yuu, la petite amie de Taichi, etc.
- 2011 : Un-Go : Sumika Nakahashi
- 2012 : Danball Senki W : Jasmin
- 2012 : Hunter × Hunter (2011) : Liste, Kurt, Moustique
- 2012 : Sorike! Anpanman : Castanet-kun
- 2013 : L'Attaque des Titans : Mina Carolina
- 2013 : Chihayafuru 2 : Shiori Miyazaki, Fuyumasa Tsukuba, etc.
- 2013 : Danball Senki Wars : Sakuya Hosono[1]
- 2013 : Gatchaman Crowds : Yumi Hosaka
- 2013 : Valvrave the Liberator : Midori Akashi
- 2014 : Hitsugi no Chaika : Chaika Trabant[5]
- 2014 : Essayez Gundam Build Fighters : Meguta Yasu
- 2014 : Nobunaga le Fou : Kagome
- 2014 : Pokémon X et Y : Rena
- 2014 : Akuma no Riddle : Suzu Shutō[1]
- 2014 : Seitokai yakuindomo* : Nanako Umibe
- 2014 : Tribe Cool Crew : Yuji Shinsido
- 2015 : Anti-Magic Academy: Le 35e peloton d'essai : Kiseki Kusanagi[6]
- 2015 : L'Attaque des Titans : Lycée Junior : Mina Carolina
- 2015 : Chaos Dragon : Inori[7]
- 2015 : Sky Wizards Academy : Amy[8]
- 2015 : Sound! Euphonium : Reina Kosaka[1]
- 2015 : The Testament of Sister New Devil Burst : Fio
- 2016 : Girlish Number : Kawahara
- 2016 : Grimgar de fantaisie et de cendres : Mary [1]
- 2016 : Qualidea Code : Asuha Chigusa[9]
- 2016 : Schwarzesmarken : Anett Hosenfeld[10]
- 2016 : Sound! Euphonium 2 : Reina Kosaka
- 2016 : Taboo Tattoo : Tōko Ichinose[11]
- 2016 : Evil of Live : Shiori[12]
- 2016 : Gintama : Kamui (Enfant)
- 2016 : Idol Incidents : Isuzu Narukami
- 2016 : Puzzle &amp; Dragons X : Ana
- 2016 : Sakura Quest : Maki Midorikawa[13]
- 2016 : Kuzu no honkai : Hanabi Yasuraoka[14]
- 2016 : Wake Up, Girls! New Chapter : Aya Mizuta
- 2017 : Chronos Ruler : Koyuki
- 2017 : Evil or Live : Shiori
- 2017 : Girls und Panzer das Finale (en) : Oshida
- 2018 : Boruto : Naruto Next Generations : Ashina
- 2018 : Double Decker! Doug & Kirill : Katherine "K" Roshfall[15]
- 2018 : Grand Blue : Chisa Kotegawa[16]
- 2018 : Minuscule : Sen [17]
- 2018 : Kokkoku : Moment by Moment : Juri Yukawa[18]
- 2018 : Record of Grancrest War : Laura Hardley[19]
- 2018 : Rokuhōdō Yotsuiro Biyori : Gin Yanokura (épisode 7)
- 2018 : Seven Senses of the Re'Union : Elicia[20]
- 2018 : Takunomi : Nao Kiriyama[21]
- 2019 : Kandagawa Jet Girls : Manatsu Shiraishi[22]
- 2019 : My Roommate Is a Cat : Nana Ōkami[23]
- 2019 : Araburu kisetsu no otome-domo yo. : Niina Sugawara[24]
- 2019 : Kono oto tomare! : Fumi Hanamura
- 2020 : Toilet-Bound Hanako-kun : Sakura Nanamine[25]
- 2021 : Sky High Survival : Ein[26]
- 2021 : SSSS. Dynazenon : Chise Asukagawa[27]
- 2021 : Conte de fées Taisho Otome : Ryō Atsumi[28]
- 2021 : The Night Beyond the Tricornered Window : Erika Hiura[29]
- 2021 : The Promised Neverland : Barbara
- 2022 : Lycoris Recoil : Chisato Nishikigi[30]
- 2024 : Suicide Squad Isekai : Katana
- 2024 : How I Married an Amagami Sister : Shirahi Tsuruyama
- 2024 : Makeine : Too Many Loosing Heroines ! : Yumeko Shikiya
- 2025 : The Shiunji Family Children : Banri Shiunji